# Laurentino Gomes
José Laurentino Gomes (Maringá, 17 de fevereiro de 1956) é um jornalista e escritor brasileiro.

## Biografia
Filho do mineiro João Ignácio Gomes e da paulista Maria Ascensão Fagnani, Laurentino formou-se em Jornalismo pela Universidade Federal do Paraná (UFPR) e concluiu a pós-graduação em Administração de Empresas pela Universidade de São Paulo (USP). Também fez cursos na Universidade de Cambridge, Inglaterra, e na Universidade de Vanderbilt, Estados Unidos. Trabalhou como repórter e editor para vários órgãos de comunicação do Brasil, incluindo o jornal O Estado de S. Paulo e a revista Veja.

## Obra
Tornou-se famoso como escritor graças à sua autoria do best-seller 1808 - Como uma rainha louca, um príncipe medroso e uma corte corrupta enganaram Napoleão e mudaram a História de Portugal e do Brasil, livro que narra a chegada da corte portuguesa ao Brasil. 
Em 7 de setembro de 2010, faz na Bolsa Oficial de Café, na cidade de Santos, o lançamento nacional da obra 1822. Data que marca também o aniversário de 88 anos do edifício da Bolsa.
Ao fim de março de 2012, a Globo Livros anunciou a assinatura de contrato para o lançamento do próximo livro de Laurentino 1889, livro que chegou ao mercado no segundo semestre de 2013. A tiragem inicial foi de 200 mil exemplares. Sobre a obra, Laurentino diz: “'No terceiro e último volume da série, explico porque o país permaneceu como a única monarquia das Américas, por mais de 67 anos e mostrar como foi a Proclamação da República, em 1889.
Em maio de 2015, anunciou uma nova trilogia intitulada Escravidão. O primeiro volume foi lançado em 2019, o segundo, em 2021, e o terceiro em 2022.

## Distinções
Em 2008, o livro 1808 recebeu o prêmio de melhor ensaio da Academia Brasileira de Letras e da 53ª edição do Prêmio Jabuti de Literatura na categoria de livro-reportagem e de "livro do ano" da categoria de não-ficção.
Em 2008, a Revista Época elegeu Laurentino uma das 100 pessoas mais influentes do ano, pelo mérito de conseguir vender mais de meio milhão de exemplares de livro de História do Brasil. 
|                    |  |                    |
| Capa do livro 1808 |  | Capa do livro 1822 |